# Rancho los Gallardo
Rancho los Gallardo är en ort i Mexiko.   Den ligger i kommunen Lagos de Moreno och delstaten Jalisco, i den centrala delen av landet, 400 km nordväst om huvudstaden Mexico City. Rancho los Gallardo ligger 1 878 meter över havet och antalet invånare är 121.
Terrängen runt Rancho los Gallardo är en högslätt. Runt Rancho los Gallardo är det ganska tätbefolkat, med 56 invånare per kvadratkilometer. Närmaste större samhälle är Lagos de Moreno, 3,0 km nordväst om Rancho los Gallardo. I omgivningarna runt Rancho los Gallardo växer huvudsakligen savannskog.